# Casa Gran d'Aiguaviva
Casa Gran d'Aiguaviva és una obra del municipi del Montmell (Baix Penedès) inclosa en l'Inventari del Patrimoni Arquitectònic de Catalunya.

## Descripció
La casa patriarcal amb coberta a quatre vessants.
A la façana es veu clarament que la casa té una part més antiga a la banda esquerra, allí podem veure una finestra amb un curiós trencaaigües rematat per uns lleons en relleu. A la part interior que correspon a aquesta zona es troba l'arrencada d'un arc molt interessant.
A la part de la casa de data posterior cal ressaltar el celler que és semisubterrani, on es manté una temperatura ideal per la fermentació del vi.

## Història
La gent vella del poble recorda "Doña Carlota", una marquesa exiliada de França, propietària de la Casa Gran. Ella va fer construir una sèrie de cases pels parcers.
Més tard la Casa Gran fou comprada per J. Collado i Gil, batlle de Barcelona. Avui encara es pot veure una placa commemorativa a la façana. Cap als anys 1970-1980 la casa fou comprada per l'empresa Aiguaviva, S. A.